# Achyrolimonia trigonia trigonia
Achyrolimonia trigonia trigonia is een ondersoort van de tweevleugelige Achyrolimonia trigonia uit de familie steltmuggen (Limoniidae). De soort komt voor in het Oriëntaals gebied.